# L'Île au trésor (film, 1988)
Pour les articles homonymes, voir L'Île au trésor et L'Île au trésor (homonymie).
Pour plus de détails, voir Fiche technique et Distribution.
L'Île au trésor (Остров сокровищ) est un film d'animation soviétique réalisé en 1988 par David Tcherkasski. Il est adapté du roman du même nom de Robert Louis Stevenson.
Le film est présenté en 2 parties combinant animation traditionnelle et en action en direct.

## Fiche technique
- Titre : L'Île au trésor
- Titre original : Остров сокровищ
- Réalisation : David Tcherkasski
- Scénario : Iouri Alikov, David Tcherkasski
- Direction artistique : Radna Sakhaltouïev
- Animateurs : Radna Sakhaltouïev
- Compositeur : Vladimir Bystriakov
- Production : Kievnauchfilm
- Durée : 107 minutes
- Langue : russe
- Sortie : 1988

## Récompenses et nominations
- 1989 : VF Television Films, Minsk.
- 1989 : 1er prix des films IFF TV en Tchécoslovaquie.
- 1989 : 1er Festival du film d'animation pan-syndical, Kiev.

## Culture populaire
En 2022, la scène où le Dr Livesey rentre dans une taverne avec une démarche particulière est parodié avec une musique phonk devenant un meme internet.